# Vol Thai Airways International 311
Le 31 juillet 1992, l'Airbus A310 effectuant le vol Thai Airways International 311 reliant l'aéroport international Don Mueang de Bangkok, en Thaïlande, à l'aéroport international Tribhuvan de Katmandou, au Népal, s'écrase lors de son approche sur Katmandou. L’appareil percute le flanc d’une montagne située à 37 kilomètres au nord de Katmandou, à une altitude de 11 500 pieds (3 505 mètres), tuant sur le coup les 99 passagers et 14 membres d'équipage présents à bord,,. Il s’agissait à la fois de la première perte et du premier accident aérien mortel impliquant l’A310.

## Avion et équipage
L'Airbus A310-304 assurant ce vol (numéro de série 438), fabriqué par Airbus Industrie et qui a effectué son premier vol le 2 octobre 1987, est d'abord entré en service auprès de la compagnie aérienne canadienne Wardair, sous le numéro d'immatriculation C-FGWD. Puis, lorsque Canadian Airlines International a fait l'acquisition de Wardair en 1989, il est officiellement entré en service auprès de Canadian Airlines International à compter du 15 janvier 1990, avec la même immatriculation. Peu de temps après, il a été vendu à Thai Airways International, qui en a pris livraison le 9 mai 1990 et l’a fait ré-enregistrer sous l'immatriculation HS-TID,. Il était propulsé par deux turboréacteurs à double flux General Electric CF6-80C2A2.
Au moment de l'accident, cet avion de ligne long-courrier était en exploitation commerciale depuis moins de cinq ans. Il était piloté par le commandant de bord Preeda Suttimai (41 ans), qui totalisait 13 200 heures de vol, dont 4 400 heures sur A310 et 1 700 heures en tant que commandant de bord, et l'officier pilote de ligne Phunthat Boonyayej (52 ans), qui cumulait 14 600 heures de vol, dont 4 200 heures sur A310. L'équipage de cabine, composé de 12 agents de bord (PNC), s’occupaient des 99 passagers présents à bord.

## Accident
Le vol 311 a décollé de Bangkok à 10 h 30, heure locale. Après avoir traversé l'espace aérien népalais, les pilotes ont pris contact avec le contrôle de la circulation aérienne et ont été autorisés à effectuer une approche aux instruments en provenance du sud, appelée « approche indirecte Sierra VOR » pour la piste 20. Le contrôleur népalais n'était pas équipé d'un radar.
Peu de temps après s'être signalé au point Sierra, à environ 16 kilomètres au sud du VOR de Katmandou, les pilotes appellent le contrôleur aérien en demandant un déroutement vers Calcutta, en Inde, en raison d'un « problème technique ». Avant que le contrôleur ne puisse répondre, ils ont annulé sa transmission précédente.
L'équipage a ensuite été autorisé à effectuer une approche directe du point Sierra vers la piste 02 et les pilotes ont signalé qu'ils quittaient l'altitude de 9 500 pieds (environ 2 900 mètres). Le commandant de bord a demandé à plusieurs reprises le vent et la visibilité à l'aéroport, mais le contrôleur lui a simplement annoncé que la piste 02 était disponible.
Un certain nombre de communications frustrantes et trompeuses (dues en partie à des problèmes de langue et également au manque d'expérience du contrôleur aérien, stagiaire et n'ayant travaillé que neuf mois) se suivent entre le contrôleur et les pilotes en ce qui concerne l'altitude et la distance du vol 311 par rapport à l'aéroport. Le commandant de bord a demandé à quatre reprises l'autorisation de virer à gauche, mais après ne pas avoir reçu de réponse ferme, il a annoncé qu'il tournait à droite et montait au niveau de vol 200 (20 000 pieds - 6 100 mètres).
Le contrôleur responsable du vol 311 a supposé qu'il avait interrompu l'approche et tournait vers le sud. Il a donc autorisé l'avion à descendre à 11 500 pieds (3 505 mètres), une altitude qui aurait été sûre dans la zone sud de l'aéroport. Le vol 311 est donc redescendu à 11 500 pieds, a effectué un virage à 360 degrés et a survolé l’aéroport en direction du nord,.
Quelques secondes avant l’impact, l'avertisseur de proximité du sol (GPWS) s’est activé et plusieurs alarmes ont été émises pour alerter l’équipage de la collision imminente avec le relief. Le copilote Boonyayej a averti le commandant Suttimai et l'a exhorté à faire demi-tour, mais, frustré par les communications avec le contrôleur, le commandant a déclaré à tort que le GPWS était en train de donner de fausses indications. L'A310 s’écrase quelques instants plus tard sur une paroi rocheuse abrupte, dans une zone reculée du parc national de Langtang, avec une vitesse sol de 300 nœuds (556 km/h), ne laissant aucun survivant parmi les 113 personnes à bord,,.

## Victimes
| Nationalité      | Passagers | Équipage | Total |
| ---------------- | --------- | -------- | ----- |
| Thaïlande        | 21        | 14       | 35    |
| Népal            | 23        | 0        | 23    |
| Japon            | 17        | 0        | 17    |
| États-Unis       | 11        | 0        | 11    |
| Belgique         | 5         | 0        | 5     |
| Finlande         | 5         | 0        | 5     |
| Allemagne        | 4         | 0        | 4     |
| Espagne          | 3         | 0        | 3     |
| Canada           | 2         | 0        | 2     |
| Corée du Sud     | 2         | 0        | 2     |
| Israël           | 2         | 0        | 2     |
| Royaume-Uni      | 2         | 0        | 2     |
| Australie        | 1         | 0        | 1     |
| Nouvelle-Zélande | 1         | 0        | 1     |
| Total            | 99        | 14       | 113   |

## Enquête
Des enquêteurs de l'autorité de l'aviation civile du Népal (en), d'Airbus Industrie, et du Bureau de la sécurité des transports du Canada (BST), qui ont fourni des détails techniques, ont déterminé que l'avion avait subi une défaillance mineure dans le fonctionnement des volets intérieurs juste après que l'avion ait atteint le point Sierra.
Préoccupé par le fait que l'approche complexe à Katmandou dans des conditions aux instruments serait difficile avec des volets défectueux et frustré par le contrôleur et les réponses peu concluantes de son copilote à ses questions, le commandant de bord a décidé de se dérouter vers Calcutta.
Cependant, quelques secondes plus tard, les volets ont soudainement commencé à fonctionner correctement, mais le commandant de bord a été contraint de résoudre lui-même plusieurs aspects de la difficile approche en raison du manque d'initiative de son copilote. Après de nombreux échanges extrêmement frustrants avec le contrôleur népalais, le commandant de bord a pu obtenir des informations météorologiques suffisantes pour l'aéroport, mais à ce moment-là, il avait survolé Katmandou et l'avion se dirigeait vers l'Himalaya.
Les autorités népalaises ont constaté que les causes probables de l'accident étaient la perte de conscience de la situation par le commandant de bord et par le contrôleur ; un niveau d'anglais insuffisant et des problèmes techniques ont provoqué la frustration et une charge de travail importante du commandant de bord ; le manque d'initiative du copilote et des réponses peu concluantes aux questions du commandant de bord ; l'inexpérience du contrôleur aérien, sa mauvaise maîtrise de l'anglais et sa réticence à s'immiscer dans ce qu'il considérait comme une question de pilotage, telle que la séparation avec le terrain ; une mauvaise supervision du contrôleur inexpérimenté ; l'incapacité de Thaï Airways International à fournir une formation sur simulateur pour l'approche complexe sur Katmandou pour ses pilotes;  et une mauvaise utilisation du système de gestion de vol de l'avion (FMS).
Alors qu'il travaillait à haute altitude sur les lieux du crash, un membre britannique de l'équipe d'enquête d'Airbus, Gordon Corps (62 ans), est décédé des suites d'une hypoxie. Il avait plus de 11 500 heures de vol à son actif, et était un pilote d'essai expérimenté chez Airbus,.

## Conséquences

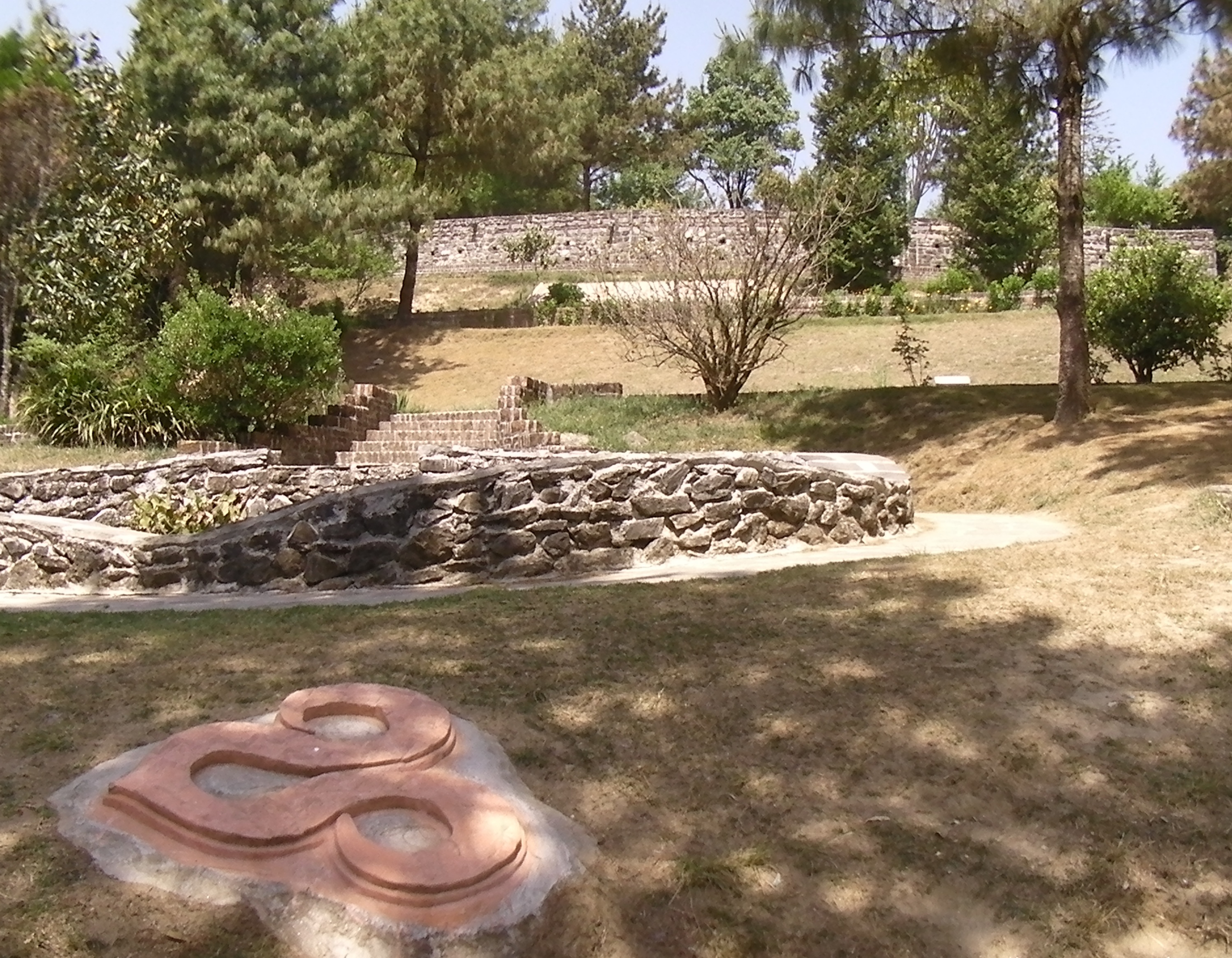
Mémorial en hommage au vol 311 situé à Kakani, Népal.

22 recommandations de sécurité ont été émises à la suite de l'accident et de l'enquête qui a suivi.
À la suite de cet accident, Thai Airways a retiré le numéro de vol 311, ainsi que le numéro de vol 312, qui avait été utilisé pour le vol retour Katmandou - Bangkok. Ceux-ci ont été remplacés par les numéros de vol 319 et 320. Ces vols ont continué à être exploités par des Airbus A310, jusqu'à ce que ce type d'appareil soit abandonné par la compagnie aérienne et remplacé par des Boeing 777 en 2001. Les restes de l'avion sont toujours visibles dans le parc national de Langtang lors du trekking entre Ghopte et le col de Tharepati.

## Médias
L'accident a fait l'objet d'un épisode dans la série télévisée Air Crash nommé « L'avion perdu » (saison 17 - épisode 10).